# Episodi di Men of Annapolis
La prima e unica stagione della serie televisiva Men of Annapolis venne trasmessa negli Stati Uniti d'America dal 30 dicembre 1956 al 12 novembre 1957 in syndication.
I primi cinque episodi furono mandati in onda alla domenica (tranne il secondo), dal sesto il giorno di trasmissione venne spostato al lunedì e dal 41° di martedì. 
| nº | Titolo originale      | Prima TV USA      |
| -- | --------------------- | ----------------- |
| 1  | Counter Flood         | 30 dicembre 1956  |
| 2  | Tecumseh              | 7 gennaio 1957    |
| 3  | Miss Fire             | 13 gennaio 1957   |
| 4  | Ship's Log            | 20 gennaio 1957   |
| 5  | The Irvin Brown Story | 27 gennaio 1957   |
| 6  | Curse of Action       | 4 febbraio 1957   |
| 7  | The Bronte Brothers   | 11 febbraio 1957  |
| 8  | Mr. Number Five       | 18 febbraio 1957  |
| 9  | All American          | 25 febbraio 1957  |
| 10 | Change of Face        | 4 marzo 1957      |
| 11 | The White Hat         | 11 marzo 1957     |
| 12 | The Star              | 18 marzo 1957     |
| 13 | Explosion Head        | 25 marzo 1957     |
| 14 | The Crucial Moment    | 1º aprile 1957    |
| 15 | Sea Versus Air        | 8 aprile 1957     |
| 16 | The Clash             | 15 aprile 1957    |
| 17 | Foul Bore             | 22 aprile 1957    |
| 18 | Seawall               | 29 aprile 1957    |
| 19 | The Fight             | 6 maggio 1957     |
| 20 | The Genius            | 13 maggio 1957    |
| 21 | Hot Steam             | 20 maggio 1957    |
| 22 | Blue And Gray         | 27 maggio 1957    |
| 23 | Boiling Point         | 3 giugno 1957     |
| 24 | The Jinx              | 10 giugno 1957    |
| 25 | The Challenge         | 17 giugno 1957    |
| 26 | Mister Fireball       | 24 giugno 1957    |
| 27 | Color Competition     | 1º luglio 1957    |
| 28 | Sink Or Swim          | 8 luglio 1957     |
| 29 | Under Fire            | 15 luglio 1957    |
| 30 | Obstacle Course       | 22 luglio 1957    |
| 31 | Reflex Action         | 29 luglio 1957    |
| 32 | Summer Cruise         | 5 agosto 1957     |
| 33 | Blinding Light        | 12 agosto 1957    |
| 34 | Breakaway             | 19 agosto 1957    |
| 35 | Rapid Fire            | 26 agosto 1957    |
| 36 | The Race              | 2 settembre 1957  |
| 37 | The Runaway           | 9 settembre 1957  |
| 38 | The Ship's Spirit     | 16 settembre 1957 |
| 39 | Rescue At Sea         | 23 settembre 1957 |
| 40 | Boxing Lesson         | 30 settembre 1957 |
| 41 | One & Only            | 8 ottobre 1957    |
| 42 | Big Shot              | 15 ottobre 1957   |
| 43 | Fast Gun              | 22 ottobre 1957   |
| 44 | Head's Up             | 29 ottobre 1957   |
| 45 | Smith Vs. Smith       | 5 novembre 1957   |
| 46 | Trapped               | 12 novembre 1957  |

## Counter Flood
- Prima trasmissione: 30 dicembre 1956
- Regista: William Castle
- Sceneggiatura: Richard Donner

### Trama
Un guardiamarina anziano si scontra con un nuovo giovane istruttore che sembra avere una sorta di rancore personale nei suoi confronti. Quando quest'ultimo risolve correttamente un danneggiamento nella nave di controllo, il guardiamarina si ricrede nei suoi confronti.
- Interpreti: Fred Beir (guardiamarina anziano), Richard Eastham (Damon, l'istruttore), Norma Veney (Peggy), Robert Gothie (Sands), Warren Berlinger (Henderson), Mark Allen, William Lally
- Nota: L'episodio venne presentato in anteprima assoluta il 1º giugno 1956 alla Academy Mahan's Hall, sei mesi prima della trasmissione televisiva.

## Tecumseh
- Prima trasmissione: 7 gennaio 1957
- Regista: William Castle
- Sceneggiatura: Gordon Gordon, Mildred Gordon, Douglas Morrow

### Trama
Un guardiamarina decide di operarsi per fare aggiustare il suo naso smisurato, suscitando il dispiacere della sua ragazza e le perplessità dei suoi compagni di corso.
- Interpreti: Carleton Carpenter (Tecumseh), Audrey Doburn (Maggie), Robert Arthur (Joe), Joan DuPuis, John Gallaudet, Donald Freed, Ralph Reed

## Miss Fire
- Prima trasmissione: 13 gennaio 1957
- Regista: William Castle
- Sceneggiatura: Gordon Gordon, Mildred Gordon

### Trama
Bob Vickers, da sempre orgoglioso dei suoi record sportivi nella vela, tiro a volo e atletica leggera detenuti per lungo tempo, è fiaccato nel morale quando vengono battuti uno dopo l'altro. Per giunta, la turbolenta figlia del suo istruttore si innamora di lui, ma probabilmente lo sta ingannando.
- Interpreti: Barbara Whiting (Wilamina, detta "Willie"), Darryl Hickman (Bob Vickers), Judson Pratt (Michael Shaugnessy Cartwright, detto "Hard Mike"), Dick Tretter (Thompson), John Carlyle
- Nota: L'episodio è conosciuto anche con il titolo Willie.

## Ship's Log
- Prima trasmissione: 20 gennaio 1957
- Regista: William Castle
- Sceneggiatura: Gordon Gordon, Mildred Gordon

### Trama
Un guardiamarina cerca di salvare un cadetto arrogante intrappolato nelle acque profonde durante un'esercitazione.
- Interpreti: Dean Stockwell (Johnny), John Smith (Fred Porter), Mike Keene (Chaplain), Anne Roberts (Alice), Emile Meyer (Rogers), Arthur Batanides (Digby)

## The Irvin Brown Story
- Prima trasmissione: 27 gennaio 1957
- Regista: William Castle
- Sceneggiatura: Leonard Freeman

### Trama
Irvin Brown, un cadetto timido che gareggia nel canottaggio, viene incoraggiato dai suoi compagni di corso a iniziare una storia d'amore con una modella.
- Interpreti: Bobby Driscoll (Irwin Brown), John Smith (Williams), Bob Carroway (Harry), Joe Cronin (Jerry), April Kent (Jeanette), Jon Locke (Miller), Anne Whitfield (Nancy)

## Curse of Action
- Prima trasmissione: 4 febbraio 1957
- Regista: William Castle
- Sceneggiatura: Gordon Gordon, Mildred Gordon, Gene Levitt

### Trama
Wally Mason viene incaricato nella ricerca di luoghi dove gli ospiti dei guardiamarina possano soggiornare nei fine settimana, e conosce una signora molto intraprendente.
- Interpreti: Josephine Hutchinson (mrs. Larkin), Harry Harvey Jr. (Wally Mason), Emile Meyer (Rogers), Tyler McVey (Sparks), Frank Sully (postino), Stanley Clements (Case), Ronald Green (Thompson), Cecile Rogers, Ann Flood (Virginia)
- Nota: L'episodio è conosciuto anche con il titolo Drag Mother.

## The Bronte Brothers
- Prima trasmissione: 11 febbraio 1957
- Regista: William Castle
- Sceneggiatura: Leonard Heideman

### Trama
John e Ed Bronte, due fratelli entrano nell'Accademia. John, considerato quello con maggiori probabilità di successo, inizia a trovare difficoltà; i cadetti scoprono che soffre di una malattia ormai da diverso tempo.
- Interpreti: Jack Hogan (John Bronte), Jon Stevens (Ed Bronte), Arthur Batanides (Digby), David White (Bronte Sr.), Robert McQueeney (sottufficiale), Dick Dial (Plebe), Bill Zuckert

## Mr. Number Five
- Prima trasmissione: 18 febbraio 1957
- Regista: Sutton Roley
- Sceneggiatura: Richard Donner

### Trama
Phillip Jordan ha accumulato una lunga serie di demeriti a causa della sua negligenza e i suoi superiori lo avvisano che se ne riceverà un altro, sarà cacciato dall'Accademia. I suoi amici cadetti si uniscono e lo sorvegliano per impedire la sua espulsione.
- Interpreti: Adam Kennedy (Phillip Jordan), Bill Swan (Michael Daly), Edward Kemmer (tenente Ryder), Bert Convy (Baxter), Donald Freed (Howard), Sally Fraser, Ed Peck, Jana Lund, Robert Mc Daniel
- Nota: L'episodio è conosciuto anche con il titolo By The Book, che è una frase gergale dei cadetti dell'Accademia significante Occhio al registro, dove i superiori segnavano il numero di negligenze effettuate dal singolo allievo; al raggiungimento di cinque demeriti scattava l'espulsione.

## All American
- Prima trasmissione: 25 febbraio 1957
- Regista: Paul Guilfoyle
- Sceneggiatura: Richard Donner

### Trama
Durante una partita di football americano un brillante fullback si infortuna durante un placcaggio e viene spostato dalla sua posizione, sacrificando la propria celebrità per il successo della squadra. Suo padre, risentito, si allontana sempre più dal figlio ma, con un ripensamento improvviso, ritorna allo stadio con l'intento di superare l'abisso creatosi tra di loro.
- Interpreti: Gerard Frank (Little Carl), Howard Smith (Big Carl), George Chandler (Feller), Donald Freed (Byers), Willis Bouchey (Ed Williams), Jack Harris (dottore), Thomas E. Jackson, Dorothy Joyce, Tom Hyde

## Change of Face
- Prima trasmissione: 4 marzo 1957
- Regia: William Castle
- Sceneggiatura: Leonard Heideman

### Trama
George Maguire, uno dei cadetti più apprezzati dell'Accademia per la sua semplicità di carattere, dopo un intervento di chirurgia plastica cambia la sua personalità.
- Interpreti: Carleton Carpenter (George Maguire), Bob Arthur (Davis), Audrey Dalton (Madge), Joan Dupuis (Peggy), Don Freed (Baker), Ralph Reed
- Nota: L'episodio è conosciuto anche con il titolo Look Alike.

## The White Hat
- Prima trasmissione: 11 marzo 1957
- Regista: Paul Guilfoyle
- Sceneggiatura: Fred Freiberger

### Trama
Un gruppo di cadetti ha la possibilità di comandare una motovedetta, ma dopo la comparsa della nebbia si ritrovano improvvisamente abbandonati su un banco di sabbia.
- Interpreti: Robert Blake (Ed), John Ashley (Joe), Edward Kemmer (tenente Jones), Barry Truex (Arthur), Jerry Frank (Powers), Lowell Brown, Doug McClure, Jim Bonnet, Glen Jermstadt

## The Star
- Prima trasmissione: 18 marzo 1957
- Regista: Paul Guilfoyle
- Sceneggiatura: Gene Levitt

### Trama
Andy Kendall entra nella squadra di calcio della Marina poco tempo prima della classica sfida con l'Esercito, e farà di tutto per diventare una star, ma come singolo. Diventa una celebrità con le sue giocate spettacolari, ma perde la partita per un errore fatale e sarà costretto a sacrificarsi per il gioco di squadra.
- Interpreti: Guy Williams (Andy Kendall), Paul Burke (Ed Riley), Jody Lawrence (Eileen), Ed Nelson (Anderson), Doug McClure, Chuck Webster, Paul Maxwell, Ralph Reed, Tom Dillon

## Explosion Head
- Prima trasmissione: 25 marzo 1957
- Regista: Paul Guilfoyle
- Sceneggiatura: Gordon Gordon, Mildred Gordon, Barney Slater

### Trama
Andy Duncan, un ex uomo rana, andato in licenza per visitare la sua ragazza, aiuta i suoi vecchi compagni di equipaggio nella demolizione della base sottomarina dove aveva operato.
- Interpreti: Fred Beir (Andy Duncan), L.Q. Jones (Al Nichols), Lisa Gaye (Gloria), Floyd Simmons (Wilson), Tyler McVey, Don Pethley, Chris Taylor

## The Crucial Moment
- Prima trasmissione: 1º aprile 1957
- Regista: Paul Guilfoyle
- Sceneggiatura: George Bruce

### Trama
Paul Towner ha la possibilità di giocare nella squadra di football ma è considerato troppo magro dai compagni e dall'allenatore; durante la gara, però, proprio la sua leggerezza è la dote in più per fare giocate sensazionali.
- Interpreti: Jack Dimond (Paul Andrews Towner), Robert J. Stevenson (Nichols), Mason Alan Dinehart (Cullen), Gil Lasky (Brown), Keith Vincent (Gray), Howard Price, Michael Hale, Robin Riley

## Sea Versus Air
- Prima trasmissione: 8 aprile 1957
- Regista: Paul Guilfoyle
- Sceneggiatura: Leonard Lee

### Trama
Durante la guerra di Corea un istruttore cerca di dimostrare a uno studente che la modernità dell'aviazione non ha reso obsolete le navi della Marina.
- Interpreti: Peter Walker (tenente Ted Carter), Edward Kemmer (capitano Eaton), Mark Roberts (tenente Ross), Bill Cassady, Robert Sherman, Richard Cleary, Michael Libera, Don Pethley, Quentin Sondergaard

## The Clash
- Prima trasmissione: 15 aprile 1957
- Regista: Sutton Roley
- Sceneggiatura: Leonard Freeman

### Trama
Joe Colombo, il figlio di un immigrato italiano, è molto determinato ad entrare nell'Accademia.
- Interpreti: Marc Cavell (Joe Colombo), Ben Ari (Colombo, padre di Joe), Mark Damon (Don), Jack Hogan (Dave), Morris Miller (Mario)

## Foul Bore
- Prima trasmissione: 22 aprile 1957
- Regista: Jack Herzberg
- Sceneggiatura: Robb White

### Trama
Reade e Myers vengono addestrati a lavorare in squadra su un incrociatore per azionare un'arma con proiettili veri, ma uno di loro trascura di pulire una canna prima del test mettendo in pericolo l'equipaggio della nave.
- Interpreti: Rand Harper (Mike Myers), Don Pethley (Reade), Keith Richards (Brown), Bud Slater (Durham), George Rosenthal (Seaton)

## Seawall
- Prima trasmissione: 29 aprile 1957
- Regista: Sutton Rolley
- Sceneggiatura: Leonard Heideman

### Trama
Un gruppo di cadetti reagisce alla tradizione inconsueta dei guardiamarina anziani di lanciare un allievo oltre la diga nella cerimonia di insediamento delle matricole e cospira per catturare il guardiamarina più duro.
- Interpreti: Mason Alan Dinehart (Joe Morrison), Paul Burke (Wesley Edmont), Guy Williams (Steve Clay), Jack Dimond (Larry), Keith Vincent (Stan), Gil Lasky, Al Henderson, William Lally, Martin Bradick
- Nota: L'episodio è conosciuto anche con il titolo The Sea Wall Adventure

## The Fight
- Prima trasmissione: 6 maggio 1957
- Regista: Sutton Rolley
- Sceneggiatura: Robb White, Leonard Heideman

### Trama
Jon Erickson, un cadetto giocatore di hockey su prato con le racchette, ha una storia d'amore con una studentessa del St. Johns College, Carol, ma viene provocato da Gregg, l'ex fidanzato della ragazza, che lo sfida. Se i due si batteranno pubblicamente, per Jon ci sarà una severa punizione.
- Interpreti: Harry Harvey Jr. (Jon Erickson), Kathleen Case (Carol), Bradford Jackson (Gregg), Guy Williams (Mike), Tom Wilde (Townsend), Al Henderson

## The Genius
- Prima trasmissione: 13 maggio 1957
- Regista: Sutton Rolley
- Sceneggiatura: Robb White

### Trama
Styron, un cadetto considerato brillante per la sua capacità di concentrazione, durante gli esami finali completa un duro compito di matematica a tempo di record, ma viene accusato dal suo istruttore di avere barato.
- Interpreti: Jack Mullaney (Styron), Darryl Hickman (Dusty Rhodes), Jud Taylor (George Magruder), Ernest Graves (Adams), Lawrence Dobkin (Randall), George Selk (Marks), John Gabriel (Fenton), William Lally, Anastasia Pantalites

## Hot Steam
- Prima trasmissione: 20 maggio 1957
- Regista: Paul Guilfoyle
- Sceneggiatura: David Chandler

### Trama
Andrews, dimessosi dall'Aviazione a causa dei suoi problemi di vista, si unisce all'equipaggio di un cacciatorpediniere; rischia di mettersi nei guai, giurando di andare via anche dalla Marina, ma reagisce e con un'azione eroica salva la vita ai guardiani della sala macchine.
- Interpreti: John Brinkley (Andrews), Dennis Cross (Norton), Doug McClure (Shaw), Laurie Carroll (Jane), Paul Maxwell (McHenry), Ollie O'Toole (Lujac), K.L. Smith (Stoner), Quentin Sondergaard (O'Grady), Nick Nicholson, Bill Cassady, Wade Cagle

## Blue And Gray
- Prima trasmissione: 27 maggio 1957
- Regista: Sutton Rolley
- Sceneggiatura: Richard Donner

### Trama
Poco prima della sfida di football americano tra Esercito e Marina, tre cadetti cospirano per esibirsi in un'impresa progettata per lungo tempo: rapiscono la mascotte dell'Esercito, un mulo, portandolo di nascosto nelle stanze dell'Accademia.
- Interpreti: Darryl Hickman (Gordon Carter), Dwayne Hickman (David Carter), Jack Mullaney (Woods), Jud Taylor (Weaver), Ernest Graves, (Morgan), Douglas Rutherford (Cochran), Johanna Douglas (Mrs. Cochran), Jerry Crews (Glassman), Lee Bergere, Robert Beamish
- Nota: L'episodio è conosciuto anche con il titolo The Blue And The Gray

## Boiling Point
- Prima trasmissione: 3 giugno 1957
- Regista: Jack Herzberg
- Sceneggiatura: Terence Maples

### Trama
Bruce Cannon, durante un incontro di wrestling, perde la pazienza e ferisce il suo contendente, Richards, quando Cannon usa una presa illegale. Tommy, l'allenatore di Cannon, vede l'incontro plaudendo alla decisione del lottatore, ma quando Richards guarisce lo sfida per incontrarlo in una rivincita, utilizzando però mosse consentite dal regolamento.
- Interpreti: Ralph Reed (Bruce Cannon), John Ashley (Joe Richards), John Brinkley (Tommy Harmon), Louis Jean Heydt (Hutch Hutchinson), Robin Riley (Leeds), Richard Cleary (Reynolds), Lee Anthony (Smith), Bob Padget (Voich), Harlan Warde, Brad Trumbull

## The Jinx
- Prima trasmissione: 10 giugno 1957
- Regista: Paul Guilfoyle
- Sceneggiatura: Jack Laird

### Trama
Harvey Jorgenson è considerato dai suoi compagni di corso un "Jinx" poiché combina una catastrofe dietro l'altra e quando si trova in mare in un cacciatorpediniere, durante le prove di artiglieria scoppia un incendio. Sospeso dal servizio, il suo morale scende ai livelli più bassi, ma saprà riscattarsi quando al suo rientro, durante un rifornimento, la nave perde il controllo dello sterzo. Jorgenson, posto a guardia della cabina di pilotaggio, si mette al timone e guida abilmente la nave per evitare una sicura collisione.
- Interpreti: John Brinkley (Harvey Jorgenson), Doug McClure (Dan Byrd), Don Sullivan (Mike Walker), Dennis Cross (comandante), Mike Ragan (artigliere), Jack Harris (dottore), James Spear (Grady), Brad Trumbull (McQuade), Nick Nicholson (ufficiale), Paul Serra

## The Challenge
- Prima trasmissione: 17 giugno 1957
- Regista: William Castle
- Soggetto: Richard Adam
- Sceneggiatura: Barney Slater

### Trama
Alan e Terry diventano rivali in amore quando decidono di accompagnare a un ballo Paula, la figlia del governatore del Maryland. Per risolvere il problema, decidono di legare uno dei pony selvaggi dell'isola di Chincoteague; chi riesce nell'impresa, fisserà l'appuntamento con la ragazza. Una volta nell'isola saranno coinvolti in una pericolosa avventura dove uno salverà la vita al "rivale". Alla fine troveranno un accordo...
- Interpreti: John Compton (Alan Conway), Jud Taylor (Terry Ryan), Lee Meriwether (Paula), Kort Falkenberg, Edward Byrnes, Earle Hodgins, Logan Field, Buck Young, Bert Bertram, Kathryn DeNegri

## Mister Fireball
- Prima trasmissione: 24 giugno 1957
- Regista: Paul Guilfoyle
- Sceneggiatura: Leonard Freeman

### Trama
Clint Parker deve prendere una decisione importante: continuare la carriera navale o accettare una vantaggiosa offerta per giocare a baseball da professionista nel ruolo di ricevitore.
- Interpreti: L.Q. Jones (Clint Parker), Addison Richards (Ryan), Jack Hogan (Ben), Joyce Meadows (Betty), Tyler McVey (Anders), Roy Barcroft (padre di Clint), Buddy Lewis
- Nota: L'episodio è conosciuto anche con il titolo The Fireball

## Color Competition
- Prima trasmissione: 1º luglio 1957
- Regista: Paul Guilfoyle
- Sceneggiatura: Barney Slater, Kay Lenard, Jess Carneol

### Trama
Walt Gardner complotta per vincere la "Color Competition" e per far selezionare la sua ragazza come "Color Girl" alla cerimonia di premiazione. Abbina l'uomo giusto agli eventi competitivi di atletica al termine della stagione primaverile a fine giugno in modo che la sua compagnia vinca, ma sorge un imprevisto: i suoi compagni di squadra gli ricordano che non sarà lui a baciare la sua ragazza, ma il comandante della Compagnia...
- Interpreti: Tommy Morton (Walt Gardner), William Swan (Pete), William Idelson (Sidney), John Brinkley (Dave), Dennis O'Flaherty (Al), Cain Mason (Ralph), Richard Cortes (Bill), Don Sullivan (Eddie), Betty Ogle (Karen), Jane Youngblood (Martha)

## Sink Or Swim
- Prima trasmissione: 8 luglio 1957
- Regista: Paul Guilfoyle
- Sceneggiatura: Fred Freiberger

### Trama
Ralph Kirby ha un problema con il padre, autodidatta e magnate prepotente, che è intenzionato a farlo entrare a lavorare nella sua azienda, la Kirby Tractors. Ralph cerca di ribellarsi all'autorità paterna entrando nella squadra di pallanuoto ma si accende subito una rivalità con un altro guardiamarina. Grazie ai consigli del suo ufficiale e dei compagni di corso, Ralph riesce a risolvere tutte le difficoltà.
- Interpreti: Mark Damon (Ralph Kirby), Lyle Talbot (padre di Ralph), Laurie Carroll (Pat), Robert Arthur (Wilson), L.Q. Jones (Jeff Gaddis), Peter Coe (allenatore di pallanuoto), Ina Sinclair (Janice), Steve Ritch, Paul Serra, Maida Severn, George Becwar, Leon Alton

## Under Fire
- Prima trasmissione: 15 luglio 1957
- Regista: Sutton Roley
- Sceneggiatura: Robb White

### Trama
Il sottufficiale Ted Stokes, l'istruttore di attrezzature antincendio Jim Murner e il figlio di un ammiraglio, Dick Crane, entrano in conflitto poiché Crane è insofferente alle lezioni di artiglieria di Stokes. Quando Dick scopre che Stokes insegna abusivamente all'Accademia poiché rifiutato dallo stesso ammiraglio padre di Dick, le tensioni si acuiscono. Alla fine saranno proprio loro due a incoraggiare Stokes a ripresentare regolare domanda di abilitazione all'insegnamento.
- Interpreti: Jack Hogan (Dick Crane), Tommy Morton (Ted Stokes), Mark Damon (Jim Murner), William Lally (ammiraglio), Wade Cagle (Bellinger), Logan Ramsey (Murphy), Steve Holland, Wade Cagle

## Obstacle Course
- Prima trasmissione: 22 luglio 1957
- Regista: Herbert L. Strock
- Sceneggiatura: David Chandler

### Trama
Vickers è alla terza generazione della famiglia che ha frequentato l'Accademia. Vuole laurearsi col massimo dei voti, anche a scapito degli altri compagni di corso, e il suo percorso di studi è eccezionale. Alla decisiva prova atletica del percorso a ostacoli, però, fallisce e viene accusato di aver barato in un compito. Convocato davanti al consiglio accademico, Vickers rischia l'onta dell'espulsione...
- Interpreti: Mason Alan Dinehart (Vickers), William Swan (Ober), Thurston Hall (signor Vickers), Marshall Bradford (sovrintendente consiglio), Peter Marshall (allenatore), Paul Maxwell (capitano), Tom Bernard (Warner), Hal Hoover

## Reflex Action
- Prima trasmissione: 29 luglio 1957
- Regista: Paul Guilfoyle
- Sceneggiatura: Robb White

### Trama
Uehling, l'allenatore di squash dell'Accademia, in gioventù da giocatore era a un passo dal diventare campione del mondo, ma rischiò la morte per infezione sanguigna a causa di un infortunio al piede trascurato. Il suo obiettivo ora è far diventare un campione Ken Langley, facendogli accantonare la pallacanestro. Langley però, prima di una partita fondamentale nel torneo collegiale si prende l'influenza e Uehling, ricordando il suo trascorso, si rifiuta di schierarlo. Ma Langley, rischiando in proprio, gioca ugualmente.
- Interpreti: Richard Eastham (Uehling), Tommy Morton (Ken Langley), Mason Alan Dinehart (John), Chris Taylor (Due), Jack Harris (Doc), John Truax

## Summer Cruise
- Prima trasmissione: 5 agosto 1957
- Regista: Jack Herzberg
- Sceneggiatura: Gene Levitt

### Trama
Bill Carson, diventato guardiamarina di prima classe, sale a bordo della nave per il corso estivo e lì ritrova Riley, lo stesso sottufficiale, ora diventato maresciallo, che lo sollecitava a prendere decisioni di comando perseguitandolo durante l'addestramento nella terza classe. L'ufficiale continua nel suo atteggiamento e le tensioni salgono.
- Interpreti: Rand Harper (Bill Carson), Keith Richards (ufficiale di artiglieria), Billy Nelson (Riley), Bud Slater (Ted), Don Pethley (Gray), Jim Waters
- Nota: Gli interpreti del cast, tranne due eccezioni, sono gli stessi dell'episodio Foul Bore.

## Blinding Light
- Prima trasmissione: 12 agosto 1957
- Regista: Jack Herzberg
- Sceneggiatura: Leonard Freeman

### Trama
Dave Warner, durante un'esercitazione, nota che il suo collega e amico Tony Bello ha compiuto un'azione che viola il codice d'onore dei guardiamarina. È quindi combattuto tra il dovere di denunciare l'accaduto (con conseguente espulsione dall'Accademia) e il mantenimento di un'amicizia.
- Interpreti: Lowell Brown (Dave Warner), John Ashley (Tony Bello), Barry Truex (Baxter), Willis Bouchey (istruttore), Cain Mason (Chuck), Bill Swan (Anders), Dick Curley (Morton), Gene Hardy (Waddel)
- Nota: L'episodio è conosciuto anche con il titolo Honor Bright

## Breakaway
- Prima trasmissione: 19 agosto 1957
- Regista: Eddie Davis
- Sceneggiatura: Terence Maples

### Trama
Scott, a casa e in famiglia, si dimostra indipendente e nonostante i voti brillanti in Accademia, trova difficoltà nel rigoroso indottrinamento dei cadetti. Quando progetta un viaggio in Italia con la sua ragazza Jane, si trova a dover guidare una rivolta degli allievi contro le tradizioni accademiche, accumulando una grande lista di demeriti. Viene consigliato a lasciare l'Accademia, pena l'onta dell'espulsione...
- Interpreti: Ralph Reed (Scott), Tommy Ivo (Lawrence), Richard Devin (Mike Spanner), Keith Vincent (Burke), Freeman Lusk (guardiamarina), David Holiday (Brenner), Jim Oberlin (Miller), Edward McNally (Carney), Bob Padget, Orv Mohler, Andrew Johns, Carrol Beatty

## Rapid Fire
- Prima trasmissione: 26 agosto 1957
- Regista: Sutton Roley
- Sceneggiatura: Leonard Heideman

### Trama
Bud Wilk, guardiamarina dal carattere spavaldo e sconsiderato, durante un'esercitazione disobbedisce deliberatamente a un ordine, danneggiando l'intero reparto. Saranno il tenente colonnello Keller e Jim Rogers, un suo compagno di corso, a riportarlo sulla retta via per diventare un ufficiale affidabile.
- Interpreti: Jon Locke (Bud Wilk), Russ Bender (tenente colonnello Keller), William Swan (Jim Rogers), Bing Russell (Neilson), Tommy Ivo

## The Race
- Prima trasmissione: 2 settembre 1957
- Regista: Herbert L. Strock
- Sceneggiatura: Richard Donner

### Trama
Don Erickson, durante una gara di vela dell'Accademia, assiste a un incidente che coinvolge un suo compagno di corso, Rusty, che rimane seriamente ferito. Don si autoaccusa di aver provocato l'incidente, ma utilizza tutte le sue conoscenze preziose sulla navigazione per assistere Rusty, guadagnandosi il rispetto degli altri membri dell'equipaggio.
- Interpreti: Rand Harper (Don Erickson), Preston Hanson (Rusty), Arvid Nelson (Taylor), Robert Kenaston (Buzz Thompson), Rod Dana

## The Runaway
- Prima trasmissione: 9 settembre 1957
- Regista: Eddie Davis
- Sceneggiatura: Richard Adam

### Trama
Bob Conway, tornato a casa in licenza, scopre che un suo ex compagno di corso è stato accusato di aver appiccato un incendio alla casa del suo anziano benefattore e di averne causato la morte. Conway, discutendo del caso con un suo collega, aiuta a salvarlo dalla condanna applicando alcune delle dottrine dell'Accademia.
- Interpreti: William Lechner (Bob Conway), Ted Jacques (Ed Conway), Carl Albertson (Braddock), Earl Hodgins (Sut), John Gabriel (Layden), Darrell Howe (Ben), Ken Christy (procuratore distrettuale), Steve Miller (Charlie), Mark Levin
- Nota: L'episodio è conosciuto anche con il titolo Hometown

## The Ship's Spirit
- Prima trasmissione: 16 settembre 1957
- Regista: Herbert L. Strock
- Soggetto: Leonard Freeman
- Sceneggiatura: Richard Adam, Leonard Freeman

### Trama
George, durante un corso estivo su una nave, non può partecipare a un periodo libero con i suoi compagni durante lo scalo in un porto dell'Inghilterra, preferendo rimanere a bordo. Quando i cadetti scoprono che George ha inviato tutti i suoi soldi a beneficio dei suoi genitori, decidono di organizzare una raccolta fondi a suo favore.
- Interpreti: John Carlyle (George), Lyn Osborn (Red), Arvid Nelson (Hank), Tom Bernard (Barney), Maurice McEndree (Karl), Craig Duncan (Wright), Hal Hoover (Charlie), Bing Russell (Knoll), Gene Walker (Beach)
- Nota: L'episodio è conosciuto anche con il titolo Last Chance

## Rescue At Sea
- Prima trasmissione: 23 settembre 1957
- Regista: Sutton Roley
- Sceneggiatura: Sutton Roley

### Trama
Bob Thompson, al suo ritorno a casa per il congedo autunnale, scopre che suo fratello minore Billy se ne va in giro con un gruppo di delinquenti, rischiando di finire sulla strada della criminalità. Uno di loro, furioso per la sua interferenza, cerca di ucciderli entrambi facendoli annegare.
- Interpreti: Harry Harvey Jr. (Bob Thompson), Leo Castillo (Billy Thompson), Donald Buka (Chuck Baxter), Joe Hamilton (signor Thompson), Bing Russell (Mobley), Donald Freed (Crosby)

## Boxing Lesson
- Prima trasmissione: 30 settembre 1957
- Regista: sconosciuto
- Sceneggiatura: Steve Fisher

### Trama
Shelton, giovane figlio di una famiglia benestante, con la sua arroganza e voglia di emergere è estremamente fiducioso nelle sue capacità di vincere il campionato di pugilato dell'Accademia.
- Interpreti: Mason Alan Dinehart (Shelton), Tommy Morton (Baker), Tommy Ivo (Hi), John Brinkley (Mal)

## One & Only
- Prima trasmissione: 8 ottobre 1957
- Regista: sconosciuto
- Sceneggiatura: Leonard Freeman

## Big Shot
- Prima trasmissione: 15 ottobre 1957
- Regista: sconosciuto
- Sceneggiatura: Richard Donner

## Fast Gun
- Prima trasmissione: 22 ottobre 1957
- Regista: sconosciuto
- Sceneggiatura: Leonard Heideman

## Head's Up
- Prima trasmissione: 29 ottobre 1957
- Regista: sconosciuto
- Sceneggiatura: Terence Maples

## Smith Vs. Smith
- Prima trasmissione: 5 novembre 1957
- Regista: sconosciuto
- Sceneggiatura: Leonard Heideman

## Trapped
- Prima trasmissione: 12 novembre 1957
- Regista: sconosciuto
- Sceneggiatura: Kay Lennard, Jess Carneol